# Wheelspin
Wheelspin (appelé SpeedZone en Amérique du Nord) est un jeu vidéo de course futuriste développé par Awesome Play sorti en 2009 sur Wii. Il est édité par Bethesda Softworks en Europe et par Detn8 Games Ltd en Amérique du Nord.

## Système de jeu
Wheelspin est un jeu de course futuriste dont le gameplay est orienté arcade. Il peut être décrit comme étant un die and retry. Les circuits se veulent fantaisistes, comportant notamment des loopings et se trouvant dans des environnements surréalistes, comme les confins de l’espace. Sur le sol de chaque circuit se trouvent des blocs de turbo qui augmentent momentanément la vitesse du véhicule qui roule dessus. Le joueur peut améliorer diverses caractéristiques d’un véhicule en collectant, dissimulés à travers les circuits, des objets bonus représentés par une clé à molette.
Le titre propose trois modes de jeux différents. Le mode contre-la-montre consiste à effectuer des circuits sans adversaire, l’objectif étant de finir le plus rapidement possible le trajet dans le but d’établir un record de temps. De nouveaux circuits sont débloqués lorsqu’un certain objectif est atteint. Dans le mode course, le joueur doit affronter sept adversaires et franchir la ligne d’arrivée en premier. Enfin, dans le mode combat, le joueur peut récupérer et utiliser des armes afin d’abattre ses adversaires, eux aussi armés, dans une arène fermée,. Wheelspin est, entre-autres, compatible avec la Wiimote et la manette de GameCube. Jusqu’à huit joueurs peuvent y jouer en écran partagé.

## Développement
Le jeu est dévoilé en avril 2009. Il est annoncé en août 2009 que le titre est édité par Bethesda Softworks en Europe.

## Accueil
Wheelspin reçoit un accueil très mitigé de la critique spécialisée. Il obtient une note de 37 % sur Metacritic sur la base de 14 critiques. Bien qu’appréciant les sensations de vitesse que le soft propose, Jeuxvideo.com est déçu du jeu dans son ensemble. Il juge que les bolides sont trop difficiles à contrôler, surtout en jouant avec la Wiimote, ce qui engendre des sorties de circuit frustrantes et injustes. Le site souligne que, malgré le fait que le jeu soit fluide, les graphismes sont médiocres. Il juge que le mode combat ne présente que très peu d'intérêt à cause de ses « arènes étriquées peu propices aux pointes de vitesse » gâchant l'expérience du joueur.